# Parabryna boudanti
Parabryna boudanti är en skalbaggsart som beskrevs av Hüdepohl 1995. Parabryna boudanti ingår i släktet Parabryna och familjen långhorningar.
Artens utbredningsområde är Filippinerna. Inga underarter finns listade i Catalogue of Life.